# Station Don-Sainghin
Station Don-Sainghin is een spoorwegstation in de Franse gemeente Sainghin-en-Weppes. Het station staat in het zuiden van de gemeente, nabij de gemeente Don. Het ligt langs de spoorlijn Fives - Abbeville. Hier sluiten ook de spoorlijn Lens - Don-Sainghin en de nu gesloten spoorlijn Templeuve - Don-Sainghin aan.